# Barak Badash
 (juin 2018).
Si vous disposez d'ouvrages ou d'articles de référence ou si vous connaissez des sites web de qualité traitant du thème abordé ici, merci de compléter l'article en donnant les références utiles à sa vérifiabilité et en les liant à la section « Notes et références ».
Barak Badash, est un footballeur israélien, né le 30 août 1982 en Israël. Il évolue au Maccabi Netanya au poste d'attaquant.

## Biographie
Barak Badash évolue en Israël et en Belgique.
Il dispute plus de 200 matchs en première division israélienne. Il joue également 20 matchs en première division belge, marquant huit buts.
Au sein des compétitions européennes, il joue huit matchs en Ligue des champions, inscrivant deux buts, et trois matchs en Ligue Europa, marquant un but.

## Palmarès
- Champion d'Israël en 2012 avec le Kiryat Shmona ; en 2014 et 2015 avec le Maccabi Tel-Aviv
- Vainqueur de la Coupe d'Israël en 2015 avec le Maccabi Tel-Aviv
- Vainqueur de la Coupe de la Ligue israélienne en 2011 et 2012 avec l'Hapoël Kiryat Shmona ; en 2015 avec le Maccabi Tel-Aviv